# Vuelta a Murcia 2017
La 37.ª edición de la Vuelta a Murcia (oficialmente: Vuelta a Murcia, Gran Premio Banco Sabadell), se disputó el sábado 11 de febrero de 2017 sobre un recorrido de 182,7 km por la región de Murcia con inicio en San Javier y final en la ciudad de Murcia.
La prueba perteneció al UCI Europe Tour 2017 de los Circuitos Continentales UCI, dentro de la categoría 1.1.
Alejandro Valverde fue el vencedor final de la prueba, tras llegar en solitario después de realizar un ataque a 70 km de meta en la ascensión a Collado Bermejo. El ciclista español sumó así su 5ª victoria en la ronda murciana.
El colombiano Jhonatan Restrepo ganó el sprint del grupo perseguidor que entró a 2 minutos y 10 segundos del vencedor final. El austriaco Patrick Konrad completó el podio.

## Equipos participantes
| WorldTeams (6)- Bahrain-Merida - Bora-Hansgrohe - Katusha-Alpecin - Lotto-Soudal - Movistar Team - Orica-Scott Equipos continentales profesionales (8)- Caja Rural-Seguros RGA - CCC Sprandi Polkowice - Cofidis, Solutions Crédits - Direct Énergie - Gazprom-RusVelo - Roompot-Nederlandse Loterij - Sport Vlaanderen-Baloise - Wanty-Groupe Gobert Equipos continentales (5)- Burgos-BH - Dare Viator Partizan - Euskadi Basque Country-Murias - Rally Cycling - Team Ukyo Equipo nacional- España |
| |

## Clasificaciones finales
- Las clasificaciones finalizaron de la siguiente forma:[2]

| \| Clasificación general \| Clasificación general \| Clasificación general \| Clasificación general \| Clasificación general \| \| Ciclista \| Ciclista \| Equipo \| Tiempo \| \| \| --------------------- \| ----------------------- \| --------------------------- \| --------------------- \| --------------------- \| \| 1.º \| Alejandro Valverde \| Movistar Team \| 4 h 03 min 08 s \| \| \| 2.º \| Jhonatan Restrepo \| Katusha-Alpecin \| + 2 min 10 s \| \| \| 3.º \| Patrick Konrad \| Bora-Hansgrohe \| + 2 min 10 s \| \| \| 4.º \| Jürgen Roelandts \| Lotto-Soudal \| + 2 min 10 s \| \| \| 5.º \| Baptiste Planckaert \| Katusha-Alpecin \| + 2 min 10 s \| \| \| 6.º \| Ion Izagirre \| Bahrain-Merida \| + 2 min 10 s \| \| \| 7.º \| Christopher Juul-Jensen \| Orica-Scott \| + 2 min 10 s \| \| \| 8.º \| Tiesj Benoot \| Lotto-Soudal \| + 2 min 10 s \| \| \| 9.º \| Pieter Weening \| Roompot-Nederlandse Loterij \| + 2 min 10 s \| \| \| 10.º \| Emanuel Buchmann \| Bora-Hansgrohe \| + 2 min 10 s \| \| |                         |                             |                 |
| |                         |                             |                 |
| Fuente: ProCyclingStats |                         |                             |                 |
| Clasificación general |                         |                             |                 |
| Ciclista | Ciclista                | Equipo                      | Tiempo          |
| 1.º | Alejandro Valverde      | Movistar Team               | 4 h 03 min 08 s |
| 2.º | Jhonatan Restrepo       | Katusha-Alpecin             | + 2 min 10 s    |
| 3.º | Patrick Konrad          | Bora-Hansgrohe              | + 2 min 10 s    |
| 4.º | Jürgen Roelandts        | Lotto-Soudal                | + 2 min 10 s    |
| 5.º | Baptiste Planckaert     | Katusha-Alpecin             | + 2 min 10 s    |
| 6.º | Ion Izagirre            | Bahrain-Merida              | + 2 min 10 s    |
| 7.º | Christopher Juul-Jensen | Orica-Scott                 | + 2 min 10 s    |
| 8.º | Tiesj Benoot            | Lotto-Soudal                | + 2 min 10 s    |
| 9.º | Pieter Weening          | Roompot-Nederlandse Loterij | + 2 min 10 s    |
| 10.º | Emanuel Buchmann        | Bora-Hansgrohe              | + 2 min 10 s    |

## UCI World Ranking
La Vuelta a Murcia otorga puntos para el UCI Europe Tour 2017 y el UCI World Ranking, este último para corredores de los equipos en las categorías UCI ProTeam, Profesional Continental y Equipos Continentales. Las siguientes tablas son el baremo de puntuación y los corredores que obtuvieron puntos:
| Posición              | 1.ª | 2.ª | 3.ª | 4.ª | 5.ª | 6.ª | 7.ª | 8.ª | 9.ª | 10.ª |
| Clasificación general | 125 | 85  | 70  | 60  | 50  | 40  | 35  | 30  | 25  | 20   |

| 1.º  | Alejandro Valverde      | Movistar                    | 125 |
| 2.º  | Jhonatan Restrepo       | Katusha-Alpecin             | 85  |
| 3.º  | Patrick Konrad          | Bora-Hansgrohe              | 70  |
| 4.º  | Jürgen Roelandts        | Lotto Soudal                | 60  |
| 5.º  | Baptiste Planckaert     | Katusha-Alpecin             | 50  |
| 6.º  | Ion Izagirre            | Bahrain Merida              | 40  |
| 7.º  | Christopher Juul Jensen | Orica-Scott                 | 35  |
| 8.º  | Tiesj Benoot            | Lotto Soudal                | 30  |
| 9.º  | Pieter Weening          | Roompot-Nederlandse Loterij | 25  |
| 10.º | Emanuel Buchmann        | Bora-Hansgrohe              | 20  |